# NGC 368
NGC 368 est une vaste galaxie lenticulaire relativement éloignée et située dans la constellation du Phénix. NGC 368 a été découverte par l'astronome britannique John Herschel en 1834.

## Caractéristiques
Sa vitesse par rapport au fond diffus cosmologique est de 8 623 ± 42 km/s, ce qui correspond à une distance de Hubble de 127,2 ± 8,9 Mpc (∼415 millions d'al).